# Cicely Courtneidge
Esmerelda Cicely Courtneidge (Sydney, Australië, 1 april 1893 - Londen, Engeland, 26 april 1980) was een Britse actrice.
Courtneidge werd in Nederland het meest bekend door haar rol als Mum in het eerste seizoen van On The Buses. Ook was ze te zien in vele films, zoals The Spider's Web (1960) en The Ghost Train (1931) en televisieseries, zoals de 14-delige serie Before the Fringe uit 1967.
Van 1916 tot zijn dood op 25 maart 1978 was ze getrouwd met acteur Jack Hulbert.
Courtneidge was de dochter van de beroemde acteursmanager Robert Courtneidge. Ze werd benoemd tot Commander of the British Empire (CBE) in 1951, en verheven tot Dame Commander (DBE) in 1972.

## Filmografie
- Not Now Darling (1973) - Mrs. Frencham
- On the Buses televisieserie - Mabel 'Mum' Butler (Serie 1, 7 afleveringen, 1969)
- Before the Fringe televisieserie - Rol onbekend (14 afl., 1967)
- The Wrong Box (1966) - Major Martha
- Those Magnificent Men in Their Flying Machines or How I Flew from London to Paris in 25
- Hours (1965) - Vrouw van de kolonel (Niet op de aftiteling)
- Man of the World televisieserie - Mrs. Rosewall (Afl. Double Exposure, 1963)
- The L-Shaped Room (1962) - Mavis
- Kraft Mystery Theater televisieserie - Miss Peake (Afl. The Spider's Web, 1960)
- The Spider's Web (1960) - Miss Peake
- Miss Tulip Stays the Night (1955) - Millicent Tulip / Angela Tulip
- Under Your Hat (1940) - Kay Millett
- Take My Tip (1937) - Lady Hattie Pilkington
- Everybody Dance (1936) - Lady Kate
- The Perfect Gentleman (1935) - April Maye
- Things Are Looking Up (1935) - Cicely and Bertha Fytte
- Me and Marlborough (1935) - Kit Ross
- Soldiers of the King (1934) - Maisie Marvello
- Aunt Sally (1933) - Sally Bird en Mademoiselle Zaza
- Falling for You (1933) - Minnie Tucker
- Jack's the Boy (1932) - Mrs. Bobday
- Happy Ever After (1932) - Illustrated Ida
- The Ghost Train (1931) - Miss Bourne
- Elstree Calling (1930) - Rol onbekend